# Violeta Andrei

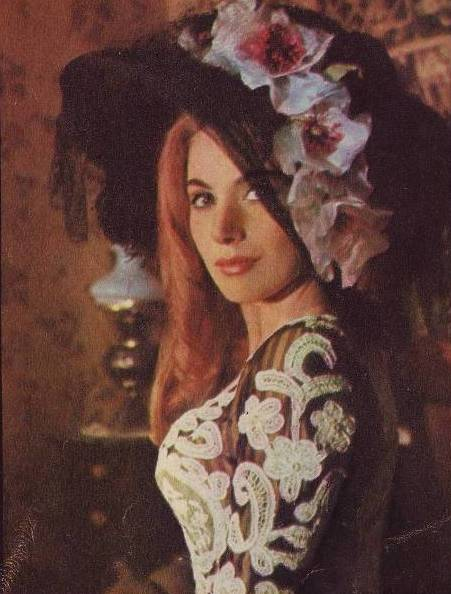
Violeta Andrei

Violeta Andrei (* 21. März 1941 in Brașov) ist eine rumänische Schauspielerin, die auch in mehreren DEFA-Spielfilmen mitwirkte.

## Leben
Andrei studierte an der Nationaluniversität der Theater- und Filmkunst „Ion Luca Caragiale“ in Bukarest, arbeitete anschließend als Darstellerin an verschiedenen Theatern in Rumänien und wurde schließlich festes Ensemblemitglied des Sturdza-Bulandra-Theaters in Bukarest. Ab den 1960er-Jahren folgten Film- und Fernsehproduktionen. Andrei avancierte zu einer der bekanntesten Schauspielerinnen der 1970er-Jahre in Rumänien und arbeitete auch mehrfach in der DDR für einige DEFA-Spielfilme, wie beispielsweise Severino. In diesem Film aus dem Jahr 1978 spielte sie an der Seite von Gojko Mitić die Häuptlingstochter Maruja.
Sie war mit dem früheren rumänischen Außenminister Ștefan Andrei verheiratet.

## Filmografie (Auswahl)
- 1966: Golgota
- 1972: Heute abend tanzen wir im Kreise der Familie (Asta-seară dansăm în familie)
- 1973: Veronicas Rückkehr (Veronica se întoarce)
- 1974: Türkenschlacht im Nebel (Stefan cel Mare)
- 1974: Untersuchung auf der Werft (Trei scrisori secrete)
- 1976: Im Staub der Sterne
- 1976: Vom Wolf und den pfiffigen Geißlein (Ma-ma)
- 1976: Mitternachtshaus (Casa de la miezul noptii)
- 1977: Der kühne Flieger Vlaicu (Aurel Vlaicu)
- 1978: Ich, Du und Ovid (Eu, tu, și... Ovidiu)
- 1978: Severino
- 1979: Blauvogel
- 1980: Das bleiche Licht des Schmerzes (Lumina palidă a durerii)
- 1981: Sing, Cowboy, sing
- 1981: Welt ohne Himmel (O lume fără cer)
- 1982: Ein Gaukler am Nordpol (Un saltimbanc la Polul Nord)
- 1982: Der Goldschatz (Comoara)
- 1983: Brunnendämmerung (Amurgul fântânilor)